# Hans Bibelriether

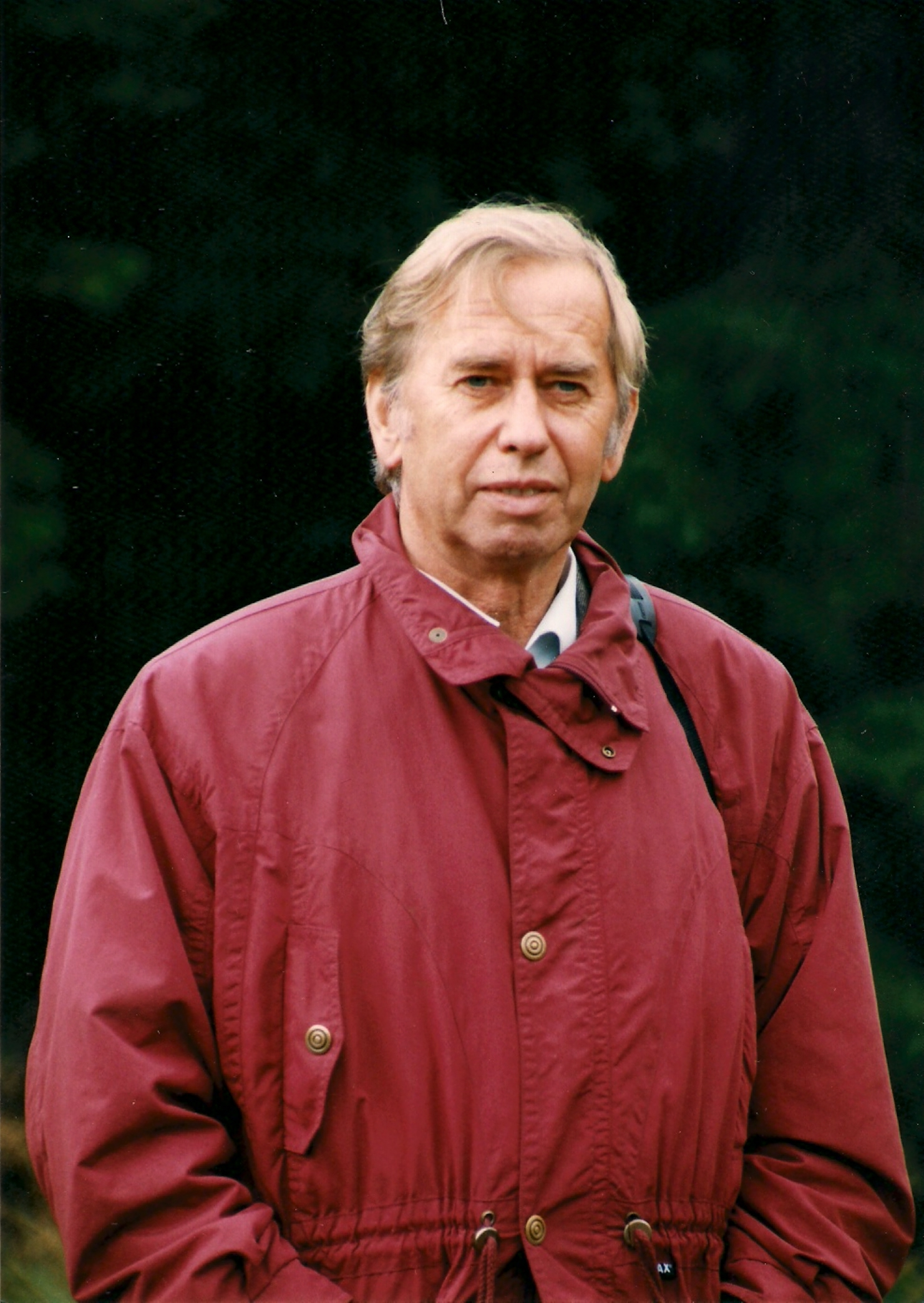
Hans Bibelriether (2010)

Hans Bibelriether (* 17. März 1933 in Ezelheim, Mittelfranken; † 18. Februar 2025 in Thyrnau, Niederbayern) war ein deutscher Förster und Naturschützer.

## Leben
Hans Bibelriether studierte Geographie und Biologie an der Universität Würzburg und Forstwissenschaft an der Universität München und absolvierte anschließend von 1957 bis 1960 sein Referendariat in der Bayerischen Staatsforstverwaltung. 1960 legte er die Große Forstliche Staatsprüfung ab. 1960 promovierte Bibelriether bei Professor Josef Nikolaus Köstler mit einer Arbeit über die Lärche im Spessart.
Anschließend war er an der Forstlichen Forschungs- und Versuchsanstalt am Institut für Waldbau der Universität München wissenschaftlich tätig. Von 1968 bis 1969 war er stellvertretender Leiter des Forstamtes München-Nord, von 1969 bis 1978 Leiter des Nationalparkamtes Bayerischer Wald und von 1. Dezember 1979 bis 31. März 1998 Leiter der Nationalparkverwaltung Bayerischer Wald. Unter seiner Leitung entwickelte sich dieser erste deutsche Nationalpark zu einem international herausragenden und bekannten Großschutzgebiet. Gegen heftigen Widerstand von Agrar- und Kommunalpolitikern und von großen Teilen der Bevölkerung setzte Biblriether 1997 mit Unterstützung des damaligen Ministerpräsidenten Edmund Stoiber eine Erweiterung des Nationalparks Bayerischer Wald durch. Als 1983 der Borkenkäfer tausende Hektar Fichtenwald im Bayerischen Wald vernichtete und Biblriether die Bäume verrotten ließ, wurde er als „Totengräber des Bayerischen Walds“ beschimpft. Unter dem von ihm geprägten Motto „Natur Natur sein lassen“ schuf Biblriether auf den toten Regionen mit den vormaligen Fichtenmonokulturen einen artenreichen Mischwald, der inzwischen von der übergroßen Mehrheit der Bevölkerung, von Naturschützern und Wirtschaftleuten als großer Gewinn für die Bayerwaldregion gesehen wird. Im Nachruf auf Hans Biblriether schrieb Christian Sebald in der Süddeutschen Zeitung:

„Wegen des gebürtigen Mittelfranken und studierten Försters spielt der Nationalpark Bayerischer Wald heute in der gleichen Liga wie der amerikanische Yellowstone-Nationalpark, der Krüger-Nationalpark in Südarfiga und andere weltberühmte Naturjuwelen.“

Von 1984 bis 1995 war Bibelriether Vizepräsident und Generalsekretär der Föderation der Natur- und Nationalparke Europas (heute: EUROPARC Federation), von 1986 bis 1994 Vice-Chairman für Europa der Nationalparkkommission der IUCN (heute: World Commission on Protected Areas (WCPA)), von 1991 bis 1996 Präsident der Sektion Deutschland der Föderation der Natur- und Nationalparke Europas (heute: EUROPARC Deutschland) und 1999 Präsident der Föderation der Natur- und Nationalparke Europas.
Am 18. Februar 2025 starb Hans Bibelriether knapp vier Wochen vor seinem 92. Geburtstag in Thyrnau.

## Ehrungen
- 1977: Bayerische Naturschutzmedaille des BUND
- 1989: Alexander-von-Humboldt-Medaille in Gold der Stiftung F.V.S.
- 1989: Bundesverdienstkreuz am Bande (31. Oktober 1989)[4]
- 1993: Binding-Preis für Natur- und Umweltschutz
- 1996: Lina-Hähnle-Medaille
- 1996: Golden Ark Award
- 1998: Staatsmedaille in Silber des Freistaates Bayern
- 2005: Euronatur-Umweltpreis

## Schriften
- Der Lärchenanbau im Buntsandsteinspessart, Dissertationsschrift, Universität München 1962 (im Druck als Heft 16 in der Reihe Forstwissenschaftliche Forschungen zusammen mit Georg Sperber unter dem Titel Lärche und Strobe im Spessart, Parey, Hamburg und Berlin 1962)
- mit Josef Nikolaus Köstler und Ernst Brückner: Die Wurzeln der Waldbäume. Untersuchungen zur Morphologie der Waldbäume in Mitteleuropa, Parey, Hamburg und Berlin 1968
- mit Dietrich Stahl: Jagd in Deutschland: Wild und Jäger im Industrieland, Parey, Hamburg und Berlin 1971 (ISBN 3-490-17312-0)
- mit Hartmut Strunz: Nationalparkführer Bayerischer Wald, BLV, München u. a. 1975 (ISBN 3-405-11514-0)
- Nationalpark Bayerischer Wald, Kilda, Greven 1979 (ISBN 3-921427-12-6)
- Bayerischer Wald, HB-Verlag und Vertriebs-Gesellschaft, Hamburg 1980
- zusammen mit Wolfgang Scherzinger: Gehege im Nationalpark Bayerischer Wald, Grafenau 1980 (ISBN 3-87553-092-6)
- mit Hannes Burger: Lebensraum Fluß. Die gefährdete Ilz im bayerischen Wald, Süddeutscher Verlag, München 1985 (ISBN 3-7991-6218-6)
- „Waldnationalpark“ Bayerischer Wald, Morsak, Grafenau 1987 (ISBN 3-87553-291-0)
- als Herausgeber zusammen mit Rudolf L. Schreiber: Die Nationalparke Europas, Süddeutscher Verlag, München 1989 (ISBN 3-7991-6319-0)
- mit Hartmut Strunz: Unterwegs im Nationalpark Bayerischer Wald. Ein Führer für Wanderer und Naturfreunde, Morsak, Grafenau 1990 (ISBN 3-87553-353-4)
- als Herausgeber: Naturland Deutschland. Freizeitführer Nationalparke und Naturlandschaften, Kosmos, Stuttgart 1997 (ISBN 3-440-07207-X)
- unter Mitarbeit von Ursula Diepolder und Birgit Wimmer: Studie über bestehende und potentielle Nationalparke in Deutschland, Landwirtschaftsverlag, Münster 1997 (ISBN 3-89624-307-1)

Bibelriether gehörte auch zu den Autoren des von Horst Stern herausgegebenen Buches Rettet den Wald (Kindler, München 1979, ISBN 3-463-00767-3).